# فيليب ويكستيد
فيليب هنري ويكستيد (بالإنجليزية: Philip Henry Wicksteed) (25 أكتوبر عام 1844 - 18 مارس عام 1927)، اكتسب شهرة لكونه خبيرًا اقتصاديًا. عُرف أيضًا كلاهوتي جورجي مؤيدًا للحركة التوحيدية ومهتمًا بالأدب الكلاسيكي والدراسات القروسطية والنقد الأدبي.

## الخلفية العائلية
والده هو تشارلز ويكستيد (1810-1885) ووالدته تُدعى جين (1814-1902) اللذان أسمياه على اسم سلفه البعيد، فيليب هنري (1631-1696)، وهو رجل دين غير ملتزم وكاتب يوميات.
كان والده رجل دين مناصر لحركة الانشقاق عن كنيسة إنجلترا. تنحدر والدته من عائلة لوبتون، وهي سلالة تقدمية اجتماعيًا ونشطة سياسيًا مكونة من رجال الأعمال والتجار، تأسست منذ فترة طويلة في ليدز، وهي مدينة مزدهرة وبائسة بالنظر إلى النمو السريع للثورة الصناعية. في عام 1835، تولى ويكستيد وزارة دار العبادة التوحيدية، كنيسة ميل هيل تشابل، في ميدان مدينة ليدز. في عام 1841، تزوجت شقيقته إليزابيث من آرثر شقيق جين (1819-1867)، وهو أيضًا وزيرًا في الكنيسة التوحيدية؛ وفقًا لتاريخ العائلة، يُعد العم آرثر «أخيل حق الاقتراع الكامل في ليدز»، بعبارةٍ أخرى، يُعتبر بطلًا مأساويًا للكفاح من أجل الاقتراع العام. كان أحد أطفالهم، وهو ابن عم فيليب الأول، النائب المستقل ومهندس التعدين أرنولد لوبتون. وُصفت جين بأنها غير عملية ولكنها كانت مهتمة (بالرسم باليد والألوان وإلقاء الشعر وما إلى ذلك) وكان كلا الشقيقين مناصرين «للحركة التوحيدية من أصحاب العقل القوي والذكاء الشديد».
كان فيليب واحدًا من تسعة أطفال، بما في ذلك جانيت، التي كتبت بصفتها السيدة لويس المذكرات، بما في ذلك مذكرات والديها؛ (جوزيف) هارتلي، رئيس معهد المهندسين الميكانيكيين؛ وتشارلز، وهو مهندس أيضًا. كانت إحدى بنات أخته ماري سيسلي ويكستيد، التي تزوجت من الجراح الأسترالي المعروف، السير هيبرت آلان ستيفن نيوتن (1887-1949).

## منشورات مختارة
- نصب تذكارية للقس تشارلز ويكستيد (1886)
- السيد ويكستيد وتشريح الأحياء (1889)
- تشريح الأحياء: عنوان
- المنطق السليم للاقتصاد السياسي (1910)
- ردود الفعل ما بين العقيدة والفلسفة (1920)